# Azcasuch
Azcasuch (en nahuatl Āzcaxōch [aːsˈkaʃoːtʃ]) est une reine (cihuatlatoani) d'une altepetl acolhua pré-colombienne de la vallée de Mexico. Son nom signifie « fleur-fourmi ».

## Biographie
Elle est l'une des filles de Nezahualcoyotl, roi de Texoco. Azcasuch épouse Cocopin, roi de Tepetlaoztoc. Après la mort de son mari, elle monte sur le trône en tant que reine. Après son décès, c'est son petit-fils Diego Tlilpotonqui (en) qui monte sur le trône.